# Liebfrauenstraße 10–16 (Mönchengladbach)

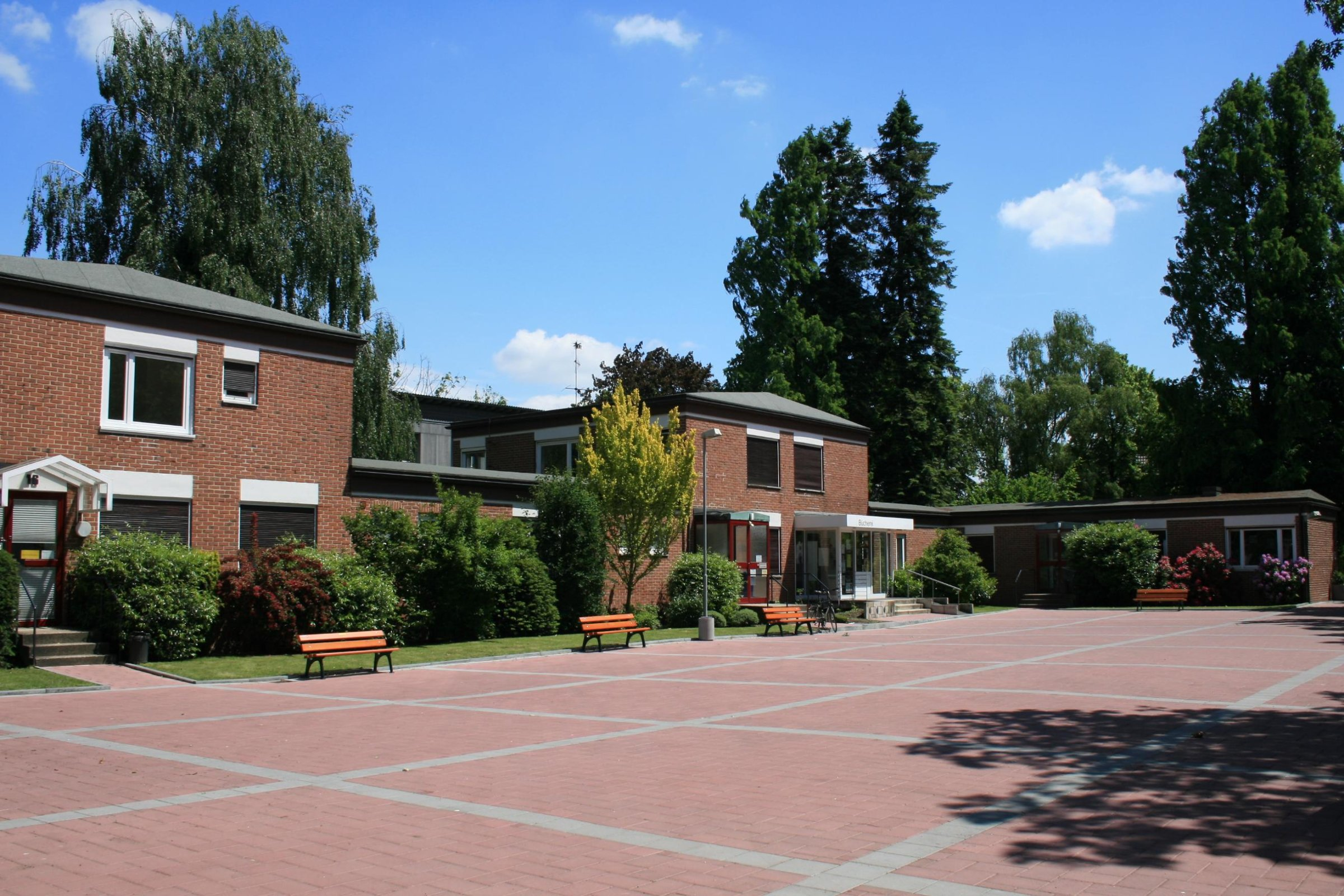
Pfarrzentrum Mariä Himmelfahrt (2011)

Das Pfarrzentrum Mariä Himmelfahrt Liebfrauenstraße 10–16 befindet sich im Stadtteil Neuwerk in Mönchengladbach (Nordrhein-Westfalen).
Das Gebäude wurde 1962 erbaut. Es wurde unter Nr. L 042 am 17. August 1998 in die Denkmalliste der Stadt Mönchengladbach eingetragen.

## Lage
Im historischen Zentrum Neuwerks, gelegen in unmittelbarer Nachbarschaft des Klostergeländes und des katholischen Friedhofes, bildet das Pfarrzentrum mit der zentral ausgerichteten Pfarrkirche ein den Straßenraum prägendes Gesamtensemble.

## Architektur
Die der Kirche angegliederten Pfarrbauten (Pfarrei, Wohnhaus für Pfarrer, Kaplan und Kantor) sind als zweigeschossige Backsteingebäude mit eingeschossigen Verbindungsbauten auf der Nordostseite des Vorplatzes errichtet. Mit der Gestaltung der rückwärtigen Fronten nimmt der Architekt ansatzweise das Schema der bereits 1947 geplanten und an der Hauptstraße in Rheydt realisierten Kammbebauung wieder auf.
Auf kubusförmigem Grundriss erheben sich die beiden zweigeschossigen Wohngebäude. Die gestalterischen Merkmale der Häuser reduzieren sich im Wesentlichen auf die klaren Konturen der Baukörper, die durch die extrem geringen Dachüberstände – eine Vorliebe des Architekten – entstanden. Eine betont sachliche Behandlung der Fassaden unterstreicht zusätzlich die Einfachheit der Gebäude.
In analog sachlich-schlichter Ausführung sind die eingeschossigen, nicht unterkellerten Verbindungsbauten ausgeführt. Die Fensteröffnungen sind in Form und Gestalt – statt gemauerter Fensterstürze von außen unbehandelte Betonstürze – denen der zweigeschossigen Bauten angeglichen.